# Жонеті
Жонеті (груз. ჟონეთი) — село в Грузії.
За даними перепису населення 2014 року в селі проживає 334 особи.